# Санта-Кьяра-а-Винья-Клара (титулярная церковь)
Титулярная церковь Санта-Кьяра-а-Винья-Клара — титулярная церковь была создана Папой Павлом VI 29 апреля 1969 года. Титул принадлежит церкви Санта-Кьяра-а-Винья-Клара, построенной в конце 50-х годов XX века, освященной 25 декабря 1962 года, расположенной в квартале Рима Делла Виттория, на пьяцца Джуоки Дельфичи, в микрорайоне под названием Винья-Клара.

## Список кардиналов-священников титулярной церкви Санта-Кьяра-а-Винья-Клара
- Гордон Джозеф Грей (30 апреля 1969 — 19 июля 1993, до смерти);
- Винко Пулич (26 ноября 1994 — по настоящее время).